# Augustula braueri
Acanthennea erinacea (лат.) — вид брюхоногих моллюсков, единственный в составе рода Augustula из семейства Streptaxidae (Orthogibbinae, Eupulmonata). Встречаются на Сейшельских островах (Силуэтт и Mahe Islands). Раковина очень мелкая, длиной около 5 мм. Включён в Красный список IUCN Red List 2009 года.

## Описание
Раковина высотой 1,8—3,7 мм (диаметр 3,6—5,9 мм). Раковина вдавленно-коническая, тонкая, стеклоподобная, с куполообразным контуром и более или менее уплощенной вершиной. Витков 4—5, умеренно выпуклых, плавно закругленных в профиль. Бесцветные. Эмбриональные венчики гладкие, позднее с мелкими, широко расставленными радиальными ребрышками на верхней стороне; к основанию эти ребрышки ослабевают. Апертура округлая, с резкими простыми краями; колумеллярный край с субвертикальным утолщением. Умбиликус закрыт. 
Вид был впервые описан в 1898 году под названием Streptaxis (Imperturbatia) braueri E. von Martens, 1898. Типовой материал обнаружен на Сейшельских островах. Входит в состав рода Augustula Thiele, 1931 из подсемейства Orthogibbinae (Streptaxidae, Eupulmonata).